# Lesley Pattinama Kerkhoveová
Lesley Pattinama Kerkhoveová (rozená Kerkhove, * 4. listopadu 1991 Spijkenisse, Jižní Holandsko) je nizozemská profesionální tenistka. Ve své dosavadní kariéře na okruhu WTA Tour vyhrála jeden deblový turnaj. V rámci okruhu ITF získala devět titulů ve dvouhře a sedmnáct ve čtyřhře.
Na žebříčku WTA byla ve dvouhře nejvýše klasifikována v červnu 2022 na 135. místě a ve čtyřhře v červnu 2018 na 58. místě. Trénuje ji Selma Andradeová. Na juniorském kombinovaném žebříčku ITF figurovala nejvýše v lednu 2009 na 12. příčce.
V nizozemském fedcupovém týmu debutovala v roce 2014 základním blokem 1. skupiny zóny Evropy a Afriky proti Belgii, v němž vyhrála s Michaëllou Krajicekovou čtyřhru nad párem Van Uytvancková a Mestachová. Nizozemky zvítězily 3:0 na zápasy. Do dubna 2021 v soutěži nastoupila k pěti mezistátním utkáním s bilancí 1–1 ve dvouhře a 3–2 ve čtyřhře.

## Tenisová kariéra
V rámci hlavních soutěží událostí okruhu ITF debutovala v srpnu 2008, když na turnaj v Enschede s dotací 10 tisíc dolarů obdržela divokou kartu. Ve čtvrtfinále podlehla krajance Kiki Bertensové. Premiérový singlový titul v této úrovni tenisu vybojovala během února 2011 na albufeirské události s rozpočtem 10 tisíc dolarů. Ve finále přehrála Švýcarku Amru Sadikovićovou z šesté světové stovky.
Na okruhu WTA Tour debutovala na červencovém Collector Swedish Open 2013 v Båstadu, kde v závěru kvalifikace vyřadila Saru Sorribesovou Tormovou. Na úvod bastadské dvouhry prohrála se stou čtyřicátou hráčkou klasifikace Ninou Bratčikovovou z Ruska. První singlový zápas pak vyhrála na únorovém Malaysian Open 2017 v Kuala Lumpuru, na němž zvládla projít kvalifikačním sítem. Ve dvouhře postoupila do čtvrtfinále přes Elise Mertensovou a Sabinu Šaripovovou, než jí stopku vystavila Japonka Nao Hibinová z počátku druhé stovky žebříčku. Premiérové finále na túře WTA odehrála po boku Lidzije Marozavové ve čtyřhře Swedish Open 2016. Z boje o titul však odešly poraženy od Rumunky Andreey Mituové a Polky Alicje Rosolské. První trofeje pak obě získaly na antverpském BGL Luxembourg Open 2017 po finálovém vítězství nad kanadsko-belgickou dvojici Eugenie Bouchardová a Kirsten Flipkensová.
Debut v hlavní soutěži nejvyšší grandslamové kategorie zaznamenala v ženském deblu Wimbledonu 2017, do něhož se s Běloruskou Lidzijí Marozavovou probojovaly až jako šťastné poražené z kvalifikace. Ve druhém kole wimbledonské čtyřhry však nenašly recept na čtvrtý nasazený, maďarsko-český pár Tímea Babosová a Andrea Hlaváčková. Dvouhru na majorech si poprvé zahrála na US Open 2017 po zvládnuté tříkolové kvalifikaci, v jejímž závěru vyřadila Bulharku Viktoriji Tomovovou. Na úvod newyorské dvouhry však uhrála jen čtyři gamy na světovou čtyřiapadesátku Soranu Cîrsteaovou.

## Soukromý život
V roce 2010 navázala partnerský vztah s nizozemským fotbalistou Edinhem Pattinamou. Zásnuby proběhly v listopadu 2017 na Honolulu, kde hráčka prohrála ve druhém kole Hawaii Open ze série WTA 125K s Jevgenijí Rodinovou. Svatba se uskutečnila v červenci 2019 a tenistka začala používat dvojité příjmení Pattinama Kerkhoveová. Týden po sňatku vyhrála turnaj ITF v anglickém Wokingu s dotací 25 tisíc dolarů, když ve finále přehrála Turkyni Pemru Özgenovou.

## Finále na okruhu WTA Tour
| Legenda                                      |
| -------------------------------------------- |
| D – dvouhra; Č – čtyřhra                     |
| Grand Slam (0)                               |
| Turnaj mistryň (0)                           |
| Premier Mandatory & Premier 5 / WTA 1000 (0) |
| Premier / WTA 500 (0)                        |
| International / WTA 250 (1–5 Č)              |

### Čtyřhra: 6 (1–5)
| Stav       | č. | datum         | turnaj                 | povrch    | spoluhráčka          | soupeřky ve finále                      | výsledek              |
| ---------- | -- | ------------- | ---------------------- | --------- | -------------------- | --------------------------------------- | --------------------- |
| Finalistka | 1. | červenec 2016 | Bastad, Švédsko        | antuka    | Lidzija Marozavová   | Andreea Mituová Alicja Rosolská         | 3–6, 5–7              |
| Vítězka    | 1. | říjen 2017    | Lucemburk, Lucembursko | tvrdý (h) | Lidzija Marozavová   | Eugenie Bouchardová Kirsten Flipkensová | 6–7(4-7), 6–4, [10–6] |
| Finalistka | 2. | červen 2019   | Rosmalen, Nizozemí     | tráva     | Bibiane Schoofsová   | Šúko Aojamová Aleksandra Krunićová      | 5–7, 3–6              |
| Finalistka | 3. | březen 2020   | Lyon, Francie          | tvrdý (h) | Bibiane Schoofsová   | Laura Ioana Paarová Julia Wachaczyková  | 5–7, 4–6              |
| Finalistka | 4. | září 2021     | Portorož, Slovinsko    | tvrdý     | Aleksandra Krunićová | Anna Kalinská Tereza Mihalíková         | 6–4, 2–6, [10–12]     |
| Finalistka | 5. | říjen 2021    | Kluž, Rumunsko         | tvrdý (h) | Aleksandra Krunićová | Irina Baraová Jekatěrine Gorgodzeová    | 6–4, 1–6, [9–11]      |

## Tituly na okruhu ITF
| Dotace turnajů okruhu ITF | Dotace turnajů okruhu ITF |
| ------------------------- | ------------------------- |
| 100 000 $ tournaments     | 80 000 $ tournaments      |
| 75 000 $ tournaments      | 60 000 $ tournaments      |
| 50 000 $ tournaments      | 25 000 $ tournaments      |
| 15 000 $ tournaments      | 10 000 $ tournaments      |

### Dvouhra (10 titulů)
| Č.  | datum         | turnaj                       | povrch    | poražená finalistka     | výsledek           |
| --- | ------------- | ---------------------------- | --------- | ----------------------- | ------------------ |
| 1.  | únor 2011     | Albufeira, Portugalsko       | tvrdý     | Amra Sadikovićová       | 3–6, 7–5, 6–2      |
| 2.  | červenec 2014 | Aschaffenburg, Německo       | antuka    | Carina Witthöftová      | 7–5, 6–3           |
| 3.  | listopad 2015 | Équeurdreville, Francie      | tvrdý (h) | Sofja Šapatavová        | 7–5, 6–3           |
| 4.  | září 2018     | Lisabon, Portugalsko         | tvrdý     | Pemra Özgenová          | 6–2, 7–6(7–6)      |
| 5.  | září 2018     | Clermont-Ferrand, Francie    | tvrdý (h) | Clara Burelová          | 6–3, 4–6, 6–4      |
| 6.  | srpen 2019    | Woking, Velká Británie       | tvrdý     | Pemra Özgenová          | 7–6(8–6), 6–2      |
| 7.  | listopad 2019 | Hua Hin, Thajsko             | tvrdý     | Eudice Chong            | 7–6(7–5), 5–7, 7–5 |
| 8.  | listopad 2019 | Hua Hin, Thajsko             | tvrdý     | Hurricane Tyra Blacková | 6–3, 6–4           |
| 9.  | červenec 2022 | Corroios-Seixal, Portugalsko | tvrdý     | Lina Glušková           | 6–4, 6–4           |
| 10. | srpen 2023    | Ourense, Španělsko           | tvrdý     | Francisca Jorgeová      | 7–6(1), 6–4        |

### Čtyřhra (17 titulů)
| Č.  | datum         | turnaj                               | povrch    | spoluhráčka            | poražené finalistky                      | výsledek          |
| --- | ------------- | ------------------------------------ | --------- | ---------------------- | ---------------------------------------- | ----------------- |
| 1.  | říjen 2013    | Tchaj-pej, Tchaj-wan                 | tvrdý     | Arantxa Rusová         | Čchen I Luksika Kumkhumová               | 6–4, 2–6, [14–12] |
| 2.  | září 2014     | Shrewsbury, Velká Británie           | tvrdý (h) | Richèl Hogenkampová    | Nicola Geuerová Viktorija Golubicová     | 2–6, 7–5, [10–8]  |
| 3.  | listopad 2014 | Bath, Velká Británie                 | tvrdý (h) | Xenia Knollová         | Barbara Bonićová Pemra Özgenová          | 6–3, 6–1          |
| 4.  | červen 2015   | Zeeland, Nizozemsko                  | antuka    | Quirine Lemoineová     | Conny Perrinová Aljona Sotnikovová       | 6–2, 3–6, [10–3]  |
| 5.  | srpen 2015    | Westende, Belgie                     | tvrdý     | Indy de Vroomeová      | Ankita Rainová Aljona Sotnikovová        | 7–6(7–4), 6–4     |
| 6.  | listopad 2015 | Équeurdreville, Francie              | tvrdý (h) | Alexandra Cadanțuová   | Jelizaveta Jančuková Shérazad Reixová    | 6–3, 6–4          |
| 7.  | červenec 2016 | Horb, Německo                        | antuka    | Richèl Hogenkampová    | Anita Husarićová Olexandra Korašviliová  | 6–1, 7–6(7–2)     |
| 8.  | říjen 2016    | Joué-lès-Tours, Francie              | tvrdý (h) | Ivana Jorovićová       | Alexandra Cadanțuová Jekatěrina Jašinová | 6–3, 7–5          |
| 9.  | březen 2017   | Ču-chaj, Čína                        | tvrdý     | Lidzija Marozavová     | Ljudmyla Kičenoková Nadija Kičenoková    | 6–4, 6–2          |
| 10. | červenec 2017 | Horb, Německo                        | antuka    | Bibiane Schoofsová     | Ágnes Buktaová Isabella Šinikovová       | 7–5, 6–3          |
| 11. | březen 2018   | Ču-chaj, Čína                        | tvrdý     | Anna Blinkovová        | Nao Hibinová Danka Kovinićová            | 7–5, 6–4          |
| 12. | únor 2019     | Glasgow, Velká Británie              | tvrdý (h) | Anna Zajová            | Freya Christieová Jana Fettová           | 6–3, 3–6, [10–3]  |
| 13. | březen 2019   | Mâcon, Francie                       | tvrdý (h) | Bibiane Schoofsová     | Claudia Giovineová Angelica Moratelliová | 6–2, 6–4          |
| 14. | březen 2019   | Croissy-Beaubourg, Francie           | tvrdý (h) | Harriet Dartová        | Sarah Beth Greyová Eden Silvaová         | 6–3, 6–2          |
| 15. | říjen 2019    | İstanbul, Turecko                    | tvrdý (h) | Richèl Hogenkampová    | Susan Bandecchiová Katarzyna Piterová    | 6–2, 2–6, [10–6]  |
| 16. | listopad 2019 | Hua Hin, Thajsko                     | tvrdý     | Tamarine Tanasugarnová | Ng Kwan-yau Čeng Saj-saj                 | 6–2, 7–6(7–5)     |
| 17. | únor 2021     | Potchefstroom, Jihoafrická republika | tvrdý     | Bibiane Schoofsová     | Naomi Broadyová Eden Silvaová            | 4–6, 6–3, [10–6]  |